# هوجو توکیمونه (مجموعه تلویزیونی تایگا)
هوجو توکیمونه (به ژاپنی: 北条時宗) نام یک مجموعه تلویزیونی ۴۹ قسمتی تاریخی و چهلمین سری از فیلم‌های مجموعه تلویزیونی تایگا است. این مجموعه توسط ان‌اچ‌کی در سال ۲۰۰۱ میلادی پخش شده‌است. در این مجموعه نقش هوجو توکیمونه توسط ایزومی موتویا ایفا شده‌است. موضوع فیلم در مورد زندگی هوجو توکیمونه و نقش وی در حمله مغول به ژاپن در دوره کاماکورا است.